# Benjamin Thiéry
Benjamin Thiéry (Reims), 2 de junio de 1984) es un jugador francés de rugby que se desempeña como ala , pero también puede hacerlo de zaguero.

## Carrera

### Clubes
Thiéry debutó como profesional en Pau en el año 2002 subiendo desde la cantera. La temporada siguiente recaló en U.S Colomiers, y de nuevo vuelve a cambiar de aires finchando por Aviron Bayonnais donde logró despuntar y hacer un hueco en el XV titular del equipo. Después de tres años jugando a buen nivel ficha por el equipo vecino dando un salto en sus aspiraciones deportivas para poder jugar la por entonces denominada Heineken cup.
Dos años más tarde vuelve a hacer las maletas para jugar en Montpellier donde juega 4 años, para volver a moverse y fichar por Grenoble donde juega dos años más.
Ya en verano de 2015 Thiéry vuelve al Bayonne, primer equipo donde despuntó para jugar en PRO D2.

### Internacional
Thiéry ha sido seleccionado 4 veces para defender la camiseta del XV del gallo, haciendo su debut el 2 de junio de 2007 en un partido amistoso ante los All Blacks donde perdieron 42-11 y Thiéry fue titular.